# Carlos Alfredo Suárez
Carlos Alfredo Suárez es un ex-vendedor ambulante colombiano, comerciante y condenado por la justicia colombiana. Fue gerente general y propietario de la "pirámide" Proyecciones D.R.F.E. ("Dinero Rápido, Fácil y Efectivo"). 
En el 2008 D.R.F.E se desplomó financieramente por cuanto se basaba en un esquema de captación de dinero piramidal considerado ilegal en Colombia, provocando el pánico entre sus clientes

## Biografía
Nacido en el Departamento de Nariño en 1980, su niñez la vivió en San Juan de Pasto, en el Barrio Santa Mónica, en su temprana juventud se desempeñó en oficios varios, prestó el servicio militar obligatorio, de regreso a San Juan de Pasto trabajó como celador en un parqueadero, posteriormente fue vendedor ambulante de obleas, y trabajo en una oficina de correos.
A los 25 años se casó, estuvo haciendo varios viajes al Departamento de Putumayo y de un momento a otro llegó de ese Departamento Colombiano con fortuna, y emprendió el montaje de una empresa que él denominaba de encomiendas a la cual denominó DRFE, la cual se extendió en los departamentos de Nariño, Cauca, Valle del Cauca, Risaralda, Huila.
La pirámide Proyecciones D.R.F.E. logró funcionar por cerca de un año, extendiéndose con sucursales desde el Departamento de Nariño, por todo el sur de Colombia. En la segunda semana de noviembre de 2008, Suárez desapareció con el dinero, dejando/causando un "caos económico".

### Captura y condena
Carlos  Alfredo Suárez, el 18 de febrero de 2009, se entregó a las autoridades en el consulado colombiano de São Paulo, en Brasil, a donde había huido. A su llegada a Colombia, fue capturado y llevado a Pereira, donde se adelantó el proceso. 
Después de ser imputado de los cargos en febrero del 2009, Suárez pidió perdón y suscribió un preacuerdo para hacer entrega de dinero y bienes entre los que figuran cuentas bancarias en Colombia por 15 mil millones de pesos, otra del Banco de China por 113 millones, tres helicópteros, acciones en varias empresas comerciales y turísticas, vehículos y gran cantidad de inmuebles a su nombre y el de miembros de su familia.
Luego de dos años y medio de proceso y de que aceptó ser culpable de los delitos de captación masiva y habitual de dineros, con lavado de activos, obtuvo el 45 por ciento de rebaja en la pena principal, que había sido tasada en 13 años de prisión, siendo finalmente condenado por el Juzgado Penal del Circuito Especializado de Pereira a siete años, un mes y 24 días de cárcel , así como a pagar una multa de 7.143,125 salarios mínimos legales mensuales vigentes en Colombia (36 mil millones de pesos).
Si el proceso sigue en pie en menos de 2 años estaría libre, por lo cual la Fiscalía pretende juzgar a Carlos Alfredo Suárez por dos nuevos delitos, concierto para delinquir y enriquecimiento ilícito.

## Magnitud de la estafa
Según investigadores, peritos contables y de informática forense de la policía,  coordinados por la Fiscalía 32 especializada de la Unidad Nacional del Lavado de Activos, se establecieron que la empresa ilegal creada por Suarez, desmantelada en noviembre de 2008, logró captar más de cuatro billones de pesos de 399 mil víctimas en las 80 sedes que tenía en el país.

## Violación de menor
En 2009 fue condenado a 7 años de cárcel por captación ilícita y habitual de dinero.
En 2023 fue detenido por orden de la Fiscalía por abuso sexual a menor de 14 años.